# 圖羅瓦
50°19′35″N 27°56′20″E / 50.32639°N 27.93889°E
圖羅瓦（烏克蘭語：Турова），是烏克蘭北部的村莊，隸屬日托米爾州的茲維亞赫爾區。該村面積4.41平方公里，海拔高度243米，2001年人口9，人口密度每平方公里2.04人。